# Галф (Північна Кароліна)
Галф (англ. Gulf) — переписна місцевість (CDP) в США, в окрузі Четем штату Північна Кароліна. Населення — 122 особи (2020).

## Географія
Галф розташований за координатами 35°33′27″ пн. ш. 79°16′51″ зх. д. / 35.55750° пн. ш. 79.28083° зх. д. (35.557625, -79.280729).  За даними Бюро перепису населення США в 2010 році переписна місцевість мала площу 2,39 км², з яких 2,36 км² — суходіл та 0,03 км² — водойми.

## Демографія
Згідно з переписом 2010 року, у переписній місцевості мешкали 144 особи в 61 домогосподарстві у складі 44 родин. Густота населення становила 60 осіб/км².  Було 75 помешкань (31/км²).
Расовий склад населення:
| - 96,5 % — білих - 3,5 % — чорних або афроамериканців |

До двох чи більше рас належало 0,0 %. Частка іспаномовних становила 0,0 % від усіх жителів.
За віковим діапазоном населення розподілялося таким чином: 17,4 % — особи молодші 18 років, 64,5 % — особи у віці 18—64 років, 18,1 % — особи у віці 65 років та старші. Медіана віку мешканця становила 42,5 року. На 100 осіб жіночої статі у переписній місцевості припадало 100,0 чоловіків;  на 100 жінок у віці від 18 років та старших — 91,9 чоловіків також старших 18 років.
За межею бідності перебувало 24,4 % осіб, у тому числі 0,0 % дітей у віці до 18 років та 0,0 % осіб у віці 65 років та старших.
Цивільне працевлаштоване населення становило 185 осіб. Основні галузі зайнятості: освіта, охорона здоров'я та соціальна допомога — 66,5 %, транспорт — 26,5 %, будівництво — 7,0 %.